# Bisdom San Felipe (Venezuela)
Het bisdom San Felipe (Latijn: Dioecesis Sancti Philippi in Venetiola) is een rooms-katholiek bisdom met als zetel San Felipe, in Venezuela. Het bisdom is suffragaan aan het aartsbisdom Barquisimeto. 

## Geschiedenis
Het bisdom werd opgericht op 7 oktober 1966, uit delen van het aartsbisdom Barquisimeto en het bisdom Valencia en Venezuela. 

## Parochies
Het bisdom had in 2020 een oppervlakte van 7.100 km2 en telde 624.488 inwoners waarvan 85,9% rooms-katholiek was.

## Bisschoppen
- Tomás Enrique Márquez Gómez (30 november 1966 - 29 februari 1992)
- Nelson Antonio Martinez Rust (29 februari 1992 - 11 maart 2016)
- Victor Hugo Basabe (11 maart 2016 - 31 oktober 2023)
- sedisvacatie

Barquisimeto (aartsbisdom) · Acarigua-Araure · Carora · Guanare · San Felipe